# Polyurethan
Polyurethan, (også stavet polyuretan, og ofte forkortet PUR og PU ) refererer til en klasse af polymerer sammensat af organiske enheder forbundet af carbamat (urethan) forbindelser.
I modsætning til andre almindelige polymerer såsom polyethylen og polystyren fremstilles polyurethan af en bred vifte af udgangsmaterialer. Denne kemiske variation give anledninge til polyurethaner med forskellige kemiske strukturer, hvilket fører til mange forskellige anvendelser . Disse omfatter stive og fleksible skum, lak og belægninger, klæbemidler, elektriske potteblandinger og fibre som spandex og polyuretanlaminat (PUL).
Polyurethanskum er den anvendte type polyurethan og tegner sig for 67 % af al polyurethan produceret i 2016. 
Polyurethan fremstilles typisk ved at reagere et isocyanat med en polyol.  Da en polyurethan indeholder to typer monomerer, som polymeriserer den ene efter den anden, er de klassificeret som alternerende copolymerer. Både isocyanater og polyoler, der bruges til at fremstille en polyurethan, indeholder to eller flere funktionelle grupper pr. molekyle.
Den globale produktion i 2019 var 25 millioner metriske tons svarende til omkring 6% af alle polymerer produceret i det år.  Polyurethan er en råvareplast.

## Historie
Otto Bayer og hans kolleger hos IG Farben i Leverkusen, Tyskland, lavede først polyurethaner i 1937.  De nye polymerer havde nogle fordele i forhold til eksisterende plast, der blev fremstillet ved polymerisering af olefiner eller ved polykondensation, og var ikke omfattet af patenter opnået af Wallace Carothers på polyestere.  Tidligt arbejde fokuseret på produktion af fibre og fleksibelt skum og PU'er blev anvendt i begrænset skala som flycoating under Anden Verdenskrig.  Polyisocyanater blev kommercielt tilgængelige i 1952, og produktionen af fleksibelt polyurethanskum begyndte i 1954 ved at kombinere toluendiisocyanat (TDI) og polyesterpolyoler. Disse materialer blev også brugt til at fremstille stift skum, gummigummi og elastomerer. Lineære fibre blev fremstillet af hexamethylendiisocyanat (HDI) og 1,4-butandiol (BDO).
DuPont introducerede polyethere, specifikt poly(tetramethylenether)glycol, i 1956. BASF og Dow Chemical introducerede polyalkylenglycoler i 1957. Polyetherpolyoler var billigere, lettere at håndtere og mere vandafvisende end polyesterpolyoler. Union Carbide og Mobay, et amerikansk joint venture mellem Monsanto og Bayer, begyndte også at fremstille polyurethankemikalier.  I 1960 blev der produceret mere end 45.000 tons fleksibelt polyurethanskum. Tilgængeligheden af chlorfluoralkanblæsemidler, billige polyetherpolyoler og methylendiphenyldiisocyanat (MDI) gjorde det muligt at begyndet at anvende stive polyurethanskum som højtydende isoleringsmaterialer. I 1967 blev urethan-modificeret polyisocyanurat stivt skum (også kendt som PIR) introduceret. Denne type skum er kendetegnet for endnu bedre termisk stabilitet og brandbestandighed . I løbet af 1960'erne blev indvendige sikkerhedskomponenter til biler, såsom instrument- og dørpaneler, fremstillet ved at tilbagefylde termoplastiske skind med semi-stift skum.
I 1969 udstillede Bayer en komplet plastikbil i Düsseldorf, Tyskland. Dele af denne bil, såsom kofangeren og karrosseripaneler, blev fremstillet ved hjælp af en ny proces kaldet reaktionssprøjtestøbning (RIM), hvor reaktanterne blev blandet og derefter sprøjtet ind i en form. Tilsætningen af fyldstoffer, såsom formalet glas, glimmer og forarbejdede mineralfibre, gav anledning til forstærket RIM (RRIM), som gav forbedringer i bøjningsmodul (stivhed), reduktion i termisk udvidelseskoefficient og bedre termisk stabilitet. Denne teknologi blev brugt til at fremstille den første "plastik-bil" i USA, Pontiac Fiero, i 1983. Yderligere stigninger i stivhed blev opnået ved at placere glasmåtter i RIM-formhulrummet før indsprøjtning af polyurethanet, også kendt bredt som resinprøjtestøbning , eller strukturel RIM.
Fra begyndelsen af 1980'erne blev vandblæste mikrocellulære fleksible skum brugt til at forme pakninger til bilpaneler og luftfiltertætninger, der erstattede PVC-polymerer. Polyurethanskum bruges i mange bilapplikationer, herunder sæder, hoved- og armlæn og hovedbeklædninger.
Polyurethanskum (inklusive skumgummi) fremstilles undertiden ved at bruge små mængder blæsemidler for at give mindre tæt skum, bedre dæmpning/energiabsorption eller termisk isolering. I begyndelsen af 1990'erne, på grund af deres indvirkning på ozonnedbrydningen, begrænsede Montreal-protokollen brugen af mange klorholdige blæsemidler, såsom trichlorfluormethan (CFC-11). I slutningen af 1990'erne blev blæsemidler såsom kuldioxid, pentan, 1,1,1,2-tetrafluorethan (HFC-134a) og 1,1,1,3,3-pentafluorpropan (HFC-245fa) meget brugt i Norden Amerika og EU, selv om chlorerede blæsemidler fortsat var i brug i mange udviklingslande. Senere blev HFC-134a også forbudt på grund af høje ODP- og GWP-aflæsninger, og HFC - 141B blev introduceret i begyndelsen af 2000'erne som et alternativt blæsemiddel i udviklingslande. 

## Anvendelser
Polyurethanprodukter har mange anvendelsesmuligheder. Over tre fjerdedele af det globale forbrug af polyurethanprodukter er i form af skum, hvor fleksible og stive typer er nogenlunde lige store i markedsstørrelse. I begge tilfælde er skummet sædvanligvis bag andre materialer: fleksibelt skum er bag møbelstoffer i kommercielle og private møbler; stivt skum er mellem metal- eller plastvægge/-plader i de fleste køleskabe og frysere, eller andre overfladematerialer i tilfælde af varmeisoleringspaneler i byggesektoren eller rørisolering i industrien. Dens brug i beklædningsgenstande vokser: for eksempel i beklædning af brystholdere. Polyurethan bruges også i byggesektoren til lister, dørkarme, søjler, vindueshoveder, balustre, frontoner og rosetter.
Ud over skum, dækker polyurethanformuleringer over et meget bredt spektrum af stivhed, hårdhed og densiteter.  Disse materialer omfatter:
- Fleksibelt skum med lav densitet, der bruges i polstring, sengetøj, bil- og lastbilsæder og nye uorganiske plantesubstrater til tag- eller væghaver
- Elastomerer med lav densitet brugt i fodtøj
- Hård massiv plast, der bruges som elektroniske instrumentrammer og strukturelle dele
- Fleksibel plast brugt som stropper og bånd
- Støbte og sprøjtestøbte komponenter til forskellige markeder - dvs. landbrug, militær, bilindustri, industri osv.

Polyurethanskum bruges i vid udstrækning i fleksible skumsæder, isoleringspaneler af stift skum, mikrocellulære skumtætninger og pakninger, holdbare elastomere hjul og dæk, hjulophængsbøsninger til biler, elektriske indkapslingsmasser, tætninger, pakninger, tæppeunderlag og hårde plastdele (f.eks. for elektroniske instrumenter).
Polyurethanskum kan også bruges som en let erstatning for beton i applikationer som ikke kræver betons massefylde eller høj kompressionsstyrke, som for eksempel ved fastgørelse af stolper til hegn, skilte og postkasser .
- Hjul med polyurethanbelægning.
- Polyurethan opvaskesvamp.
- Specielfremstillede polyurethanpakning.
- Eksempler på rørskaler til industriel isolering.
- Polyurethansskum til fastgørelse af stolper.